# 탁발불
탁발불(拓跋弗, ? ~ 294년）은 중국 서진시기 삭두부(索頭部) 선비족의 군주(재위 : 293년 ~ 294년)였다. 그는 남북조시대 북위의 황제의 선조였다. 그의 아버지는 탁발사막한(拓跋沙漠汗)였다. 전임자 탁발작(拓跋綽)은 그의 숙부였다.
293년 탁발작이 죽은 후에 계승하여 즉위하였다. 294년에는 그는 죽고 그의 숙부 탁발 녹관(拓跋祿官)이 즉위하였다. 북위의 도무제 탁발규(道武帝拓跋珪)가 칭제하면서 그는 사황제(思皇帝)로 추존되었다.